# Монтгомері (Іллінойс)
Монтгомері (англ. Montgomery) — селище (англ. village) в США, в округах Кейн і Кендалл штату Іллінойс. Населення — 20 262 особи (2020).

## Географія
Монтгомері розташоване за координатами 41°43′16″ пн. ш. 88°21′31″ зх. д. / 41.72111° пн. ш. 88.35861° зх. д. (41.721040, -88.358498).  За даними Бюро перепису населення США в 2010 році селище мало площу 24,64 км², з яких 24,19 км² — суходіл та 0,45 км² — водойми.

## Демографія
Згідно з переписом 2010 року, у селищі мешкало 18 438 осіб у 5998 домогосподарствах у складі 4650 родин. Густота населення становила 748 осіб/км².  Було 6326 помешкань (257/км²).
Расовий склад населення:
| - 75,3 % — білих - 8,3 % — чорних або афроамериканців - 3,2 % — азіатів - 0,4 % — корінних американців - 9,4 % — осіб інших рас |

До двох чи більше рас належало 3,4 %. Частка іспаномовних становила 26,7 % від усіх жителів.
За віковим діапазоном населення розподілялося таким чином: 33,3 % — особи молодші 18 років, 60,1 % — особи у віці 18—64 років, 6,6 % — особи у віці 65 років та старші. Медіана віку мешканця становила 31,2 року. На 100 осіб жіночої статі у селищі припадало 95,6 чоловіків;  на 100 жінок у віці від 18 років та старших — 91,9 чоловіків також старших 18 років.
Середній дохід на одне домашнє господарство  становив 84 957 доларів США (медіана — 79 085), а середній дохід на одну сім'ю — 92 836 доларів (медіана — 85 299). Медіана доходів становила 59 084 долари для чоловіків та 41 672 долари для жінок. За межею бідності перебувало 5,2 % осіб, у тому числі 6,6 % дітей у віці до 18 років та 0,0 % осіб у віці 65 років та старших.
Цивільне працевлаштоване населення становило 9688 осіб. Основні галузі зайнятості: освіта, охорона здоров'я та соціальна допомога — 19,4 %, виробництво — 13,1 %, роздрібна торгівля — 9,8 %, науковці, спеціалісти, менеджери — 9,1 %.